# Bustul lui Constantin Dobrescu-Argeș
Bustul lui Constantin Dobrescu-Argeș este un monument istoric aflat pe teritoriul municipiului Curtea de Argeș.

## Istoric și trăsături
Bustul politicianului și activistului pentru drepturile țăranilor Constantin Dobrescu-Argeș se află în curtea Grupului școlar agricol din orașul Curtea de Argeș. Este opera sculptorului Frederic Storck.

## Imagini

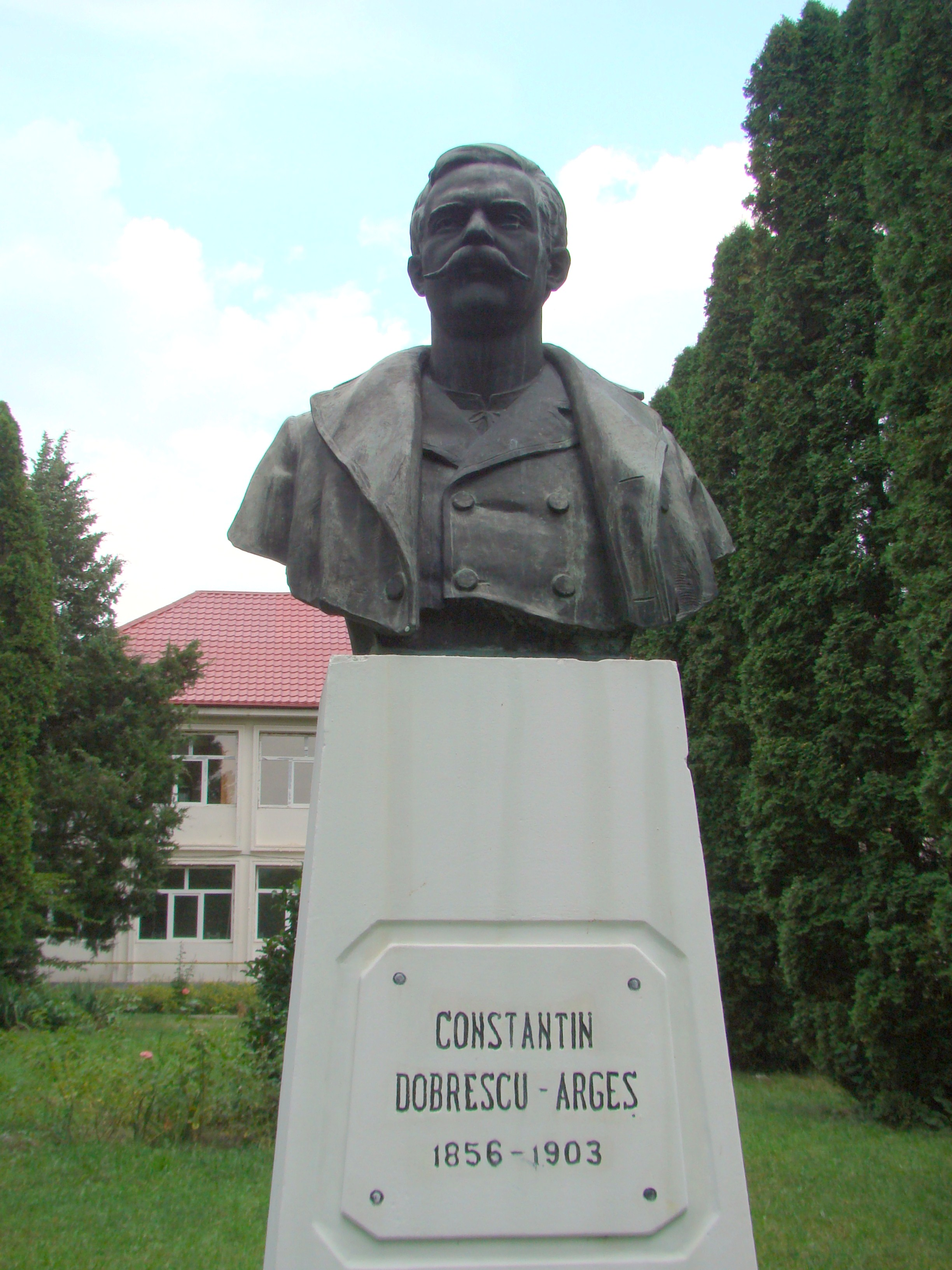
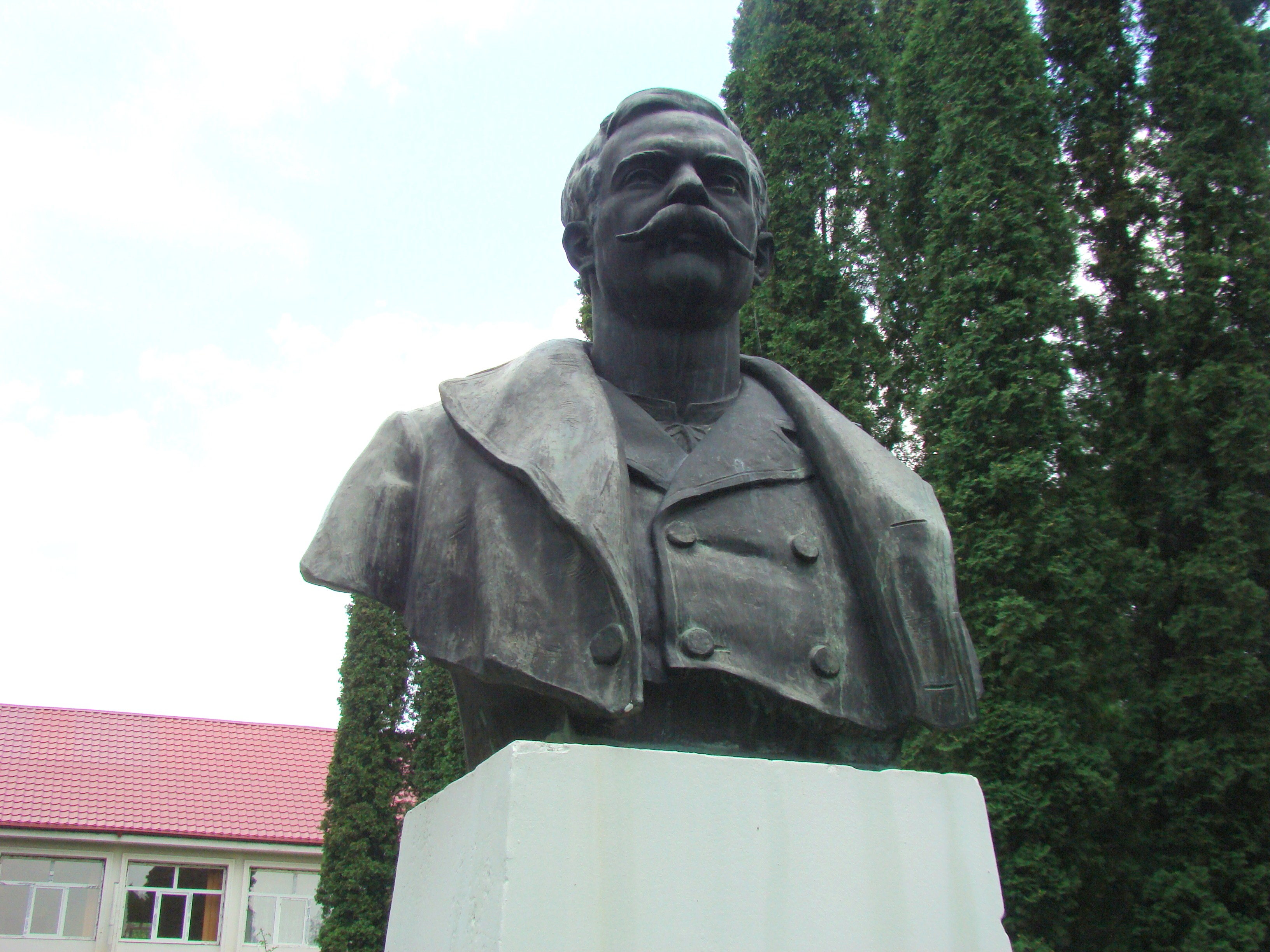
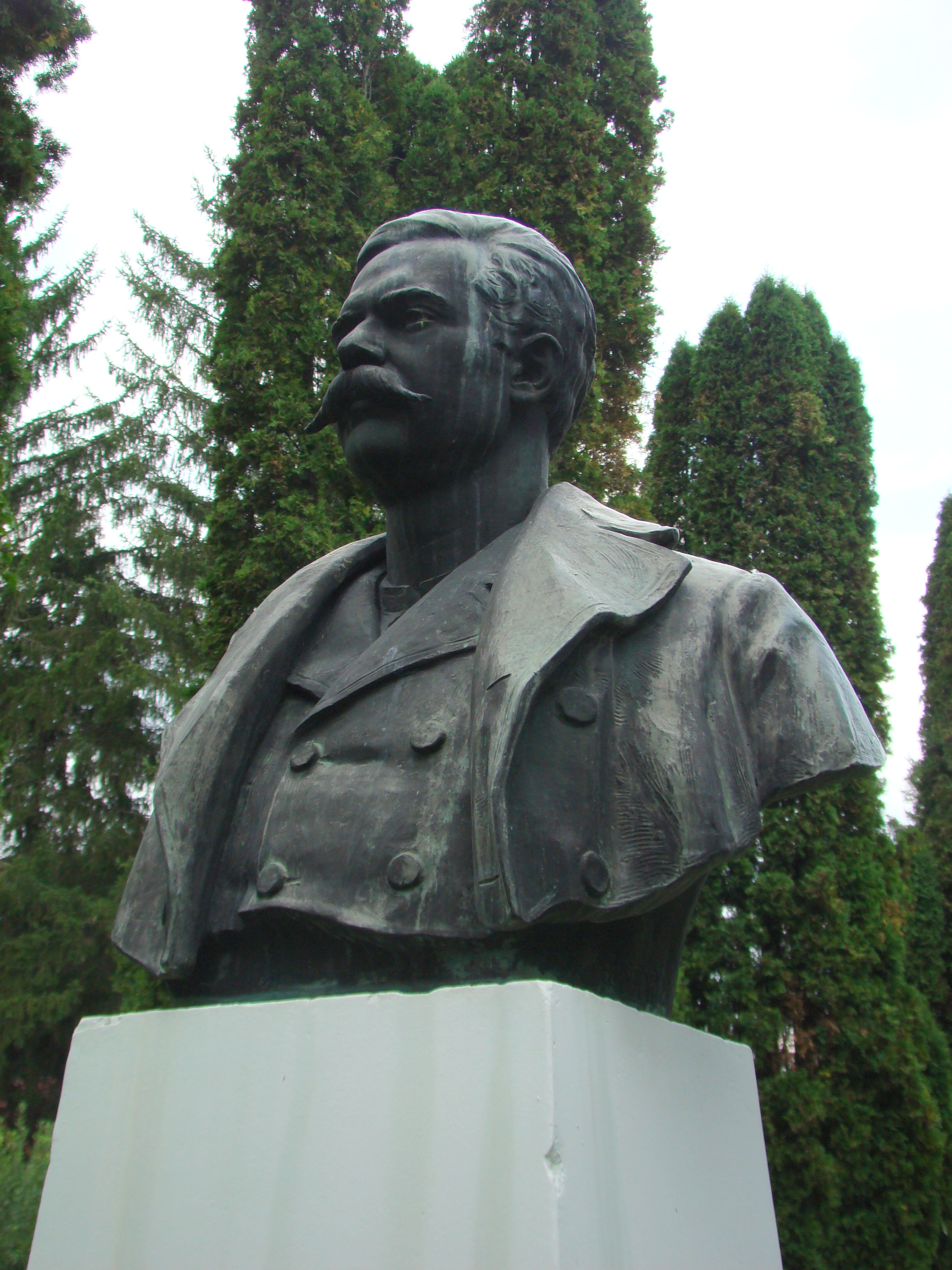
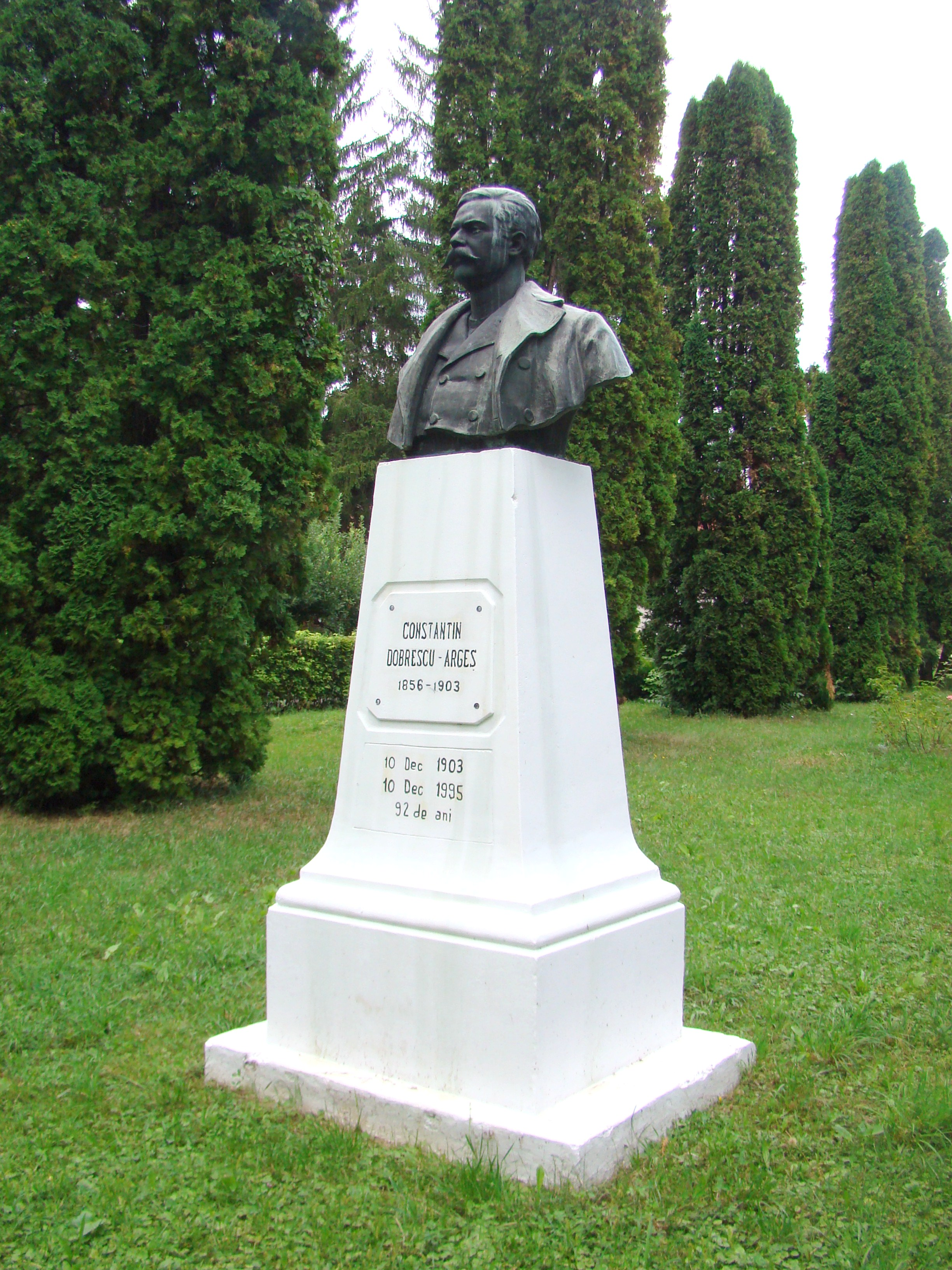

## Vezi și
- Curtea de Argeș